# Kasidoli (Priboj)
Kasidoli (Servisch cyrillisch Касидоли) is een plaats in de Servische gemeente Priboj. De plaats telt 347 inwoners (2011).